# Gasherbrum I
Gasherbrum I (også kaldt Hidden Peak) er verdens 11. højeste bjerg, og er 8.068 moh. Gasherbrum I er det højeste bjerg i Gasherbrum-gruppen, et fjerntliggende bjergmassiv i Karakoram-kæden i det nordlige Pakistan.
Gasherbrum I blev oprindelig kaldt K5, som Karakorams femte bjerg, under den første kortlægning af Karakoram i 1856. Bjerget ligger i nærheden af K2, som også fik sit navn under denne kortlægning. I 1892 fik Gasherbrum I tilnavnet «Hidden Peak» af William M. Conway, da det ligger skjult bag Gasherbrum IV, set fra Baltoro-bræen.
Gasherbrum I blev besteget første gang af amerikanske klatrere 5. juli 1958.
- Wikimedia Commons har flere filer relateret til Gasherbrum I